# Oude Wetering
Pour l’article homonyme, voir Wetering.
Oude Wetering est un village dans la commune néerlandaise de Kaag en Braassem, dans la province de la Hollande-Méridionale. Le 1er janvier 2006, le village comptait 4 208 habitants.
Oude Wetering est aussi un canal dans la commune de Kaag en Braassem.